# Орден Превосходства (Ямайка)
Орден Превосходства — государственная награда Ямайки, своим рангом стоящая вне наградной очерёдности, соответствующая ордену Нации, и предназначенная для вручения главам иностранных государств.

## История
Орден Превосходства был учреждён в 2003 году и является самым «молодым» среди орденов Ямайки. Причинами учреждения ордена стали изменения в статуте ордена Заслуг, который стал вручаться только за конкретные достижения в определённых сферах деятельности и перестал быть доступным для вручения иностранным гражданам.

## Кавалеры ордена
| Мбеки, Табо      | ЮАР                      | 1 июля 2003     | [ 2 ] |
| Хуан Карлос I    | Испания                  | 17 февраля 2009 | [ 2 ] |
| Киквете, Джакайя | Танзания                 | 25 ноября 2009  | [ 3 ] |
| Медина, Данило   | Доминиканская Республика | 27 ноября 2017  | [ 4 ] |

## Степени
Орден Превосходства имеет только одну степень. Награждённые имеют право после своего имени проставлять постноминальные литеры «OE».
Инсигнии ордена состоят из нагрудной звезды и широкой чрезплечной ленты.

## Описание
Знак ордена представляет собой двенадцатиконечную золотую звезду с остроконечными двугранными лучами, между которыми плоды ананаса белого золота. В центре знака круглый медальон красной эмали с каймой синей эмали. В центре медальона золотой рельефный герб Ямайки. На кайме золотыми буквами девиз ордена «EXCELLENCE THROUGH SERVICE», слова которого разделены точками.
Лента ордена жёлтого цвета с тонкими чёрной и зелёной полосками по краям.